# Hanns Alexander
Hanns Alexander, qui usa aussi des prénoms Howard Hervey, né en 1917 et mort en 2006, était un juif allemand réfugié en Grande-Bretagne qui joua un rôle important dans l'arrestation des nazis Rudolf Höss et Gustav Simon.

## Enfance et jeunesse en Allemagne
Hanns Hermann Alexander naît à Berlin le 6 mai 1917 dans une famille juive. Il a un frère jumeau, Paul, et deux sœurs plus âgées que lui. Son père est médecin. Hanns fait une scolarité médiocre. En 1933, le régime nazi ayant établi un quota d'élèves juifs, il doit quitter l'école qu'il fréquentait jusque-là. Son père projette de le faire entrer dans une école juive privée, mais il décide d'abandonner ses études et entre dans une banque dirigée par un ami de ses parents.

## Guerre
Les persécutions nazies s'accentuant, la famille se réfugie à Londres en 1936. Hanns obtient une place de stagiaire dans une banque appartenant à la famille de son beau-frère. Quand, le 3 septembre 1939, la Grande-Bretagne déclare la guerre à l'Allemagne, Hanns et son jumeau Paul décident de s'engager dans le camp de la Grande-Bretagne. En tant qu'engagés juifs d'origine allemande n'ayant pas la nationalité britannique, ils sont versés le 24 janvier 1940 dans le corps des pionniers auxiliaires, une unité non combattante chargée d'aider les troupes régulières. En mai 1940, la compagnie de Hanns est envoyée en France, d'où elle rembarque pour l'Angleterre en juin. À cette époque, Hanns obtient la permission de faire remplacer sur sa carte militaire les prénoms Hanns Hermann par Howard Hervey. Ce faisant, il a pour but d'empêcher son identification comme juif au cas où il tomberait aux mains des Allemands. Il évite donc une procédure officielle, qui exigerait la publication de l'acte déclaratif et pourrait ainsi parvenir à la connaissance des Allemands.
Les deux jumeaux, insatisfaits de n'être occupés qu'à des corvées auxiliaires, souhaitent participer aux combats et se portent candidats à l'école des élèves-officiers. Ils deviennent lieutenants en 1943. Durant l'été 1944, leurs compagnies sont envoyées participer à la bataille de Normandie.
En 1945, pendant les loisirs que lui laissent ses fonctions militaires en Normandie, Paul pratique le marché noir. Il achète des produits dont il revend une partie avec une large marge bénéficiaire et dont il envoie le reste à ses sœurs en Grande-Bretagne, dans des paquets qu'il soustrait au contrôle réglementaire grâce à la complicité de Hanns, à qui le commandant a délégué ce contrôle.

## Participation aux poursuites contre les criminels de guerre
Le 12 mai 1945, Hanns Alexander arrive au camp de Bergen-Belsen. En raison de sa connaissance de la langue allemande, il a été incorporé à l'équipe d'interprètes qui assistera les enquêteurs britanniques interrogeant les officiers SS capturés dans ce camp. Son chef est le lieutenant-colonel Leo Genn, acteur et juriste, lui aussi d'origine juive.
Selon Thomas Harding, petit-neveu et biographe de Hanns Alexander, les méthodes d'interrogatoire des Britanniques étaient « particulièrement musclées ». Elles avaient été codifiées par le colonel Robin Stephens (surnommé Tin Eye), qui, tout en déconseillant la violence physique parce qu'elle amenait de faux aveux qui viciaient toute la suite de la procédure,, recommandait l'intimidation. Selon lui, un bon « briseur » devait avoir connu les traumatismes de la guerre et nourrir une haine implacable de l'ennemi. Après avoir cité ces préceptes de Stephens, Thomas Harding ajoute que Hanns Alexander était un « briseur » né, « un interrogateur implacable, plein de haine et capable de déchaîner sa violence contre ses 'sujets' ».
Lors d'interrogatoires auxquels Alexander participe comme interprète, des membres du personnel d'Auschwitz confirment des atrocités dont Alexander avait déjà eu connaissance par les journaux. Ces témoins croient s'innocenter en déclarant qu'ils n'avaient pas participé aux crimes ou avaient obéi à des ordres. De même, Josef Kramer, ancien chef adjoint du camp d'Auschwitz, après avoir nié l'existence de chambres à gaz dans ce camp, mais avoir appris que les anciens surveillants et prisonniers affirmaient cette existence, revint sur ses déclarations initiales, tout en se déchargeant sur le commandant du camp, Rudolf Höss, qui, disait-il d'ailleurs, avait sûrement agi sur ordre de Berlin. Toutes ces dépositions communiquent à Alexander la certitude que le plus grand coupable, à Auschwitz, était Rudolf Höss. Il ambitionne bientôt de débusquer de grands criminels de guerre, en particulier Höss. Il obtient que son chef Leo Genn l'investisse du pouvoir de procéder à des investigations et à des arrestations. Pour Alexander et Genn, la capture de Höss est essentielle, car elle permettra de démontrer la réalité de la Shoah.

### Arrestation de Gustav Simon
Alexander, promu capitaine, se voit confier la recherche de Gustav Simon, ancien Gauleiter du Luxembourg. En faisant pression sur ses proches, il découvre l'adresse où il se cache et l'arrête le 10 décembre 1945 à Paderborn.
La logeuse de Gustav Simon porta plainte contre Alexander, l'accusant d'avoir volé dans l'appartement de l'argent et des effets pour une valeur de sept mille marks. Le 6 avril 1946, le Bureau du renseignement militaire britannique demanda des explications à ce sujet. Vu la plainte de la logeuse et le ton sévère de la lettre du Bureau du renseignement, Thomas Harding, petit-neveu et biographe d'Alexander, ne considère pas comme tout à fait exclu qu'une partie de l'argent de Simon ait abouti dans la poche d'Alexander. Une lettre d'Alexander à sa fiancée est écrite sur du papier à lettres volé à Simon.
Alexander fait incarcérer Simon à la prison de Paderborn et demande à pouvoir ramener lui-même le détenu au Luxembourg, ce qui lui est accordé. Le transfert doit avoir lieu du 19 au 20 décembre 1945, mais le 2 janvier 1946, Alexander rédige un rapport selon lequel, arrivant le 19 décembre à la prison de Paderborn, il a appris que Simon s'y était suicidé la veille. Dans son livre de 2013, Thomas Harding, petit-neveu et biographe d'Alexander, signale que la version des faits donnée par Alexander est rejetée depuis peu par des historiens luxembourgeois qui se fondent sur des pièces conservées aux Archives nationales du Luxembourg et sur des témoignages donnés par de nombreux contemporains des faits. La question a été exposée dans un article du magazine Revue. Selon les documents et les témoignages en question, il semble que Simon ait été exécuté irrégulièrement, sans qu'il soit possible de décider avec certitude si c'est par d'anciens collaborateurs ou d'anciens résistants. Quand des neveux et nièces d'Alexander et leurs conjoints se réunirent pour discuter de la nouvelle version, elle ne suscita aucune protestation. Un des participants, Peter Sussmann, qui avait eu un entretien avec Alexander à ce sujet, disait en avoir tiré la conviction qu'Alexander avait autorisé l'exécution extra-judiciaire de Simon et rédigé un rapport mensonger « pour rendre tout kasher »,.

### Arrestation de Rudolf Höss
Alexander se consacre ensuite à la recherche de Rudolf Höss. Il apprend qu'un service britannique, la FSS 92 (92nd Field Security Section (de)), a arrêté Hedwig Höss, épouse de Rudolf, et l'a incarcérée dans la prison de Lunden pour l'interroger. Il participe à l'interrogatoire. Hedwig Höss déclarant ne pas savoir où est son mari, Alexander va dans le logement de la famille et s'efforce de faire parler les enfants, notamment sous menace de faire exécuter leur mère, mais eux aussi déclarent ne rien savoir. Il fait emprisonner un des enfants, Klaus, avec la mère et finit par annoncer à celle-ci qu'il s'apprête à envoyer le garçon en Sibérie si elle ne livre pas son mari. Cela brise la résistance de la mère, qui donne l'adresse et le faux nom de Höss.
On mobilise un détachement de la FSS 92, dont la plupart des membres sont soit des Juifs allemands qui, comme Alexander, avaient fait partie du corps des pionniers et avaient tous perdu des proches à Auschwitz, soit des Juifs britannique qui, selon Thomas Harding, « n'étaient pas moins vindicatifs (...) ils avaient tous envie d'en découdre ». Le 11 mars 1946 au soir, ils arrêtent Höss à Gottrupel (de). Höss déclare s'appeler Franz Lang et nie être l'ancien commandant du camp d'Auschwitz, mais une inscription sur la face interne de son alliance le trahit.
Alexander, sentant que ses collègues « brûlent de déverser leur trop-plein de haine » sur Höss, leur dit : « Dans dix minutes, je veux Höss dans ma voiture — entier » et s'éloigne. Les soldats couchent Rudolf sur une table et le rouent de coups à l'aide de manches de pioche. Le médecin finit par dire à Alexander : « Dites-leur d'arrêter si vous ne voulez pas ramener un cadavre. » Un peu plus tard, dans la jeep qui conduit Höss à la prison de Heide, Alexander obtient de lui l'aveu d'avoir été « personnellement responsable de la mort de dix mille personnes. » Le matin du 12 mars 1946, dans la prison, Alexander et un sergent procèdent au premier interrogatoire officiel de Höss, en le forçant à absorber de l'alcool et en le fouettant. Trois jours plus tard, au centre de détention de Minden, le colonel Gerald Draper, qui dirige le service juridique du Groupe de recherche des crimes de guerre (British War Crimes Group), fait signer par Höss une déposition où il avoue avoir organisé le meurtre de deux millions de personnes.

## Après la guerre
Le 20 avril 1946, Alexander reçoit son certificat de démobilisation et peu après, il est naturalisé britannique. Il se marie à la synagogue le 19 mai 1946. Il continue à travailler à la banque et se consacre de plus en plus à la synagogue libérale qu'il fréquente.
Il refusa toujours de parler de la guerre aux enfants de sa famille, « car ils ne devaient pas être élevés dans la haine. Mais moi je suis empli de haine. »
Il meurt à Londres le 23 décembre 2006.
Thomas Harding, petit-neveu de Hanns Alexander, se souvient de lui comme d'un homme sympathique et respecté, mais hâbleur, versant volontiers dans l'exagération, pratiquant le canular et aimant raconter des blagues salaces aux enfants.